# Love Actually - L'amore davvero
Love Actually - L'amore davvero (Love Actually) è un film del 2003 diretto da Richard Curtis.
Pellicola con un ricco cast che vede tra gli altri Hugh Grant, Colin Firth, Emma Thompson, Liam Neeson, Alan Rickman e Keira Knightley.
La tesi del film è sintetizzata dalla canzone Love Is All Around, e la trama è un intreccio di relazioni e di amori: dieci storie, con protagonisti inglesi molto diversi tra loro, unite dal contesto temporale del periodo natalizio. Vista l'ambientazione della pellicola, la sua trasmissione durante il periodo delle festività natalizie è diventata ormai una consuetudine per molte reti televisive, facendolo pertanto assurgere allo status di cult movie di Natale.

## Trama
Londra.
Durante il periodo natalizio, si intrecciano le storie d'amore di alcuni personaggi molto diversi tra loro. 
Billy Mack, vecchia leggenda del rock and roll, registra una cover in versione natalizia di una canzone dei The Troggs, la famosa hit Love Is All Around. Billy lancia il suo nuovo singolo nonostante continui a ripetere che è solo spazzatura. Alla notizia che il suo pezzo sta scalando le classifiche, Billy promette che la suonerà in televisione nudo come un verme se riuscirà a battere i Blue arrivando alla numero 1 delle chart inglesi. La cover di Billy riesce a diventare, proprio la sera della vigilia di Natale, la numero 1 in classifica. Invece di festeggiare la sua vittoria ai numerosi party ai quali viene invitato, va a trovare il suo manager, Joe, nel suo appartamento per festeggiare. Spiega al suo amico che Natale è un giorno che va passato con le persone che si amano veramente, e Joe è praticamente tutto l'amore che ha. Alla fine del discorso, Billy suggerisce di passare la serata sbronzandosi e guardando un film porno. Mantiene fede alla sua promessa, e suona Christmas Is All Around in televisione indossando solo un paio di stivali.
Juliet e Peter si sono appena sposati. Mark, testimone di nozze e migliore amico di Peter, organizza una sorpresa agli sposi, con un coro che canta, subito dopo la cerimonia nuziale, All You Need Is Love dei Beatles. Juliet contatta quindi Mark, cercando di farsi dare il video della serata, nonostante lui sia sempre stato freddo nei suoi confronti. Visionando la cassetta scopre che il video fatto dal giovane non è altro che una sequenza di suoi primi piani, e capisce così che Mark è innamorato di lei e lui, sentendosi messo alle strette, ammette la cosa.
La vigilia di Natale, Mark si presenta alla porta della casa dei due sposi e, facendo finta di essere un cantante di strada, mostra a Juliet in gran segreto una serie di cartelli per dirle i suoi veri sentimenti. Dopo queste confessioni, Juliet segue in strada Mark e lo bacia, prima di ritornare da Peter, mentre Mark si dice che adesso basta.
Jamie, uno scrittore, esce di casa per andare al matrimonio di Juliet e Peter, lasciando la sua ragazza a letto con l'influenza. Tornato in fretta e furia per assicurarsi della sua salute, la scopre a letto con suo fratello. Sconsolato, Jamie si immerge nella scrittura, in un piccolo cottage nelle colline francesi intorno a Marsiglia. Là conosce la domestica che si occuperà della casa, Aurélia, che parla soltanto portoghese. Nonostante non riescano a capirsi a parole, trovano lo stesso il modo per comunicare. Tra loro si sviluppa amicizia, poi affetto e infine un silenzioso amore, che sboccia nel momento in cui Aurelia bacia Jamie prima che lui ritorni in Inghilterra, mentre lei rimane a Marsiglia. La vigilia di Natale, Jamie si avvia a passare la sera con la sua famiglia. All'improvviso però lascia tutti e vola a Marsiglia, raggiunge il luogo in cui Aurelia lavora, accompagnato dalla famiglia e dai conoscenti di lei. Con il suo portoghese imparato da poco, Jamie le chiede di sposarlo, e Aurelia, che ha studiato un po' di inglese, accetta con gioia.
Harry è il manager di un'agenzia di design, e alle sue dipendenze c'è Mia, la giovane segretaria, attratta da lui. Harry inizia ad accettare i suoi tentativi di attirare l'attenzione, comprandole infine una collana d'oro come regalo di Natale, nonostante l'estrema lentezza dell'eccentrico addetto alla gioielleria, Rufus, intenzionato a comporre la migliore confezione regalo di sempre. Intanto la moglie Karen è troppo occupata per accorgersene, immersa nei preparativi per il Natale: cerca di vedere suo fratello David, neo-primo ministro, prepara i figli alla recita sulla Natività, e aiuta l'amico Daniel che è distrutto per la recente perdita della moglie. Karen scopre la costosa collana in una tasca del cappotto di Harry e pensa che sia un regalo per lei. Quando arriva il momento di scartare i regali, Karen apre un pacchetto simile a quello della collana, che in realtà contiene un CD di Joni Mitchell, la sua cantante preferita. Questo ferisce Karen, che però finge che vada tutto bene davanti ai bambini. Dopo la rappresentazione, Karen affronta Harry, che ammette con sconforto di essere stato un idiota. I due poi lentamente si rincocilieranno.
David, fratello di Karen, è stato nominato da poco primo ministro. È giovane, bello e single. Natalie è una delle domestiche della residenza di Downing Street: tra i due c'è una strana attrazione. David prova qualche approccio, ma tutto va a rotoli quando il presidente degli Stati Uniti visita il paese, innervosendo il governo con il suo atteggiamento prevaricatore, e rifiutando di lasciare libertà di decisione all'Inghilterra. Ma è solo dopo che David scopre il presidente mentre tenta di sedurre Natalie, che il giovane primo Ministro decide di difendere il suo paese. Pronuncia un discorso davanti ai giornalisti nel quale mette in imbarazzo il presidente, dicendo che un amico che fa il prepotente con loro non è più un amico. Il discorso lo fa diventare estremamente popolare per il popolo inglese. La sera della veglia di Natale, mentre sfoglia alcuni biglietti di auguri, David trova un'affettuosa lettera di Natalie, che, nel mentre, era stata esautorata ed allontanata dalle proprie mansioni. Incoraggiato, esce e inizia a cercarla. Sa la via dove abita, ma non il numero, e suona con un'azione meticolosa come quella di un venditore ambulante campanello per campanello. David alla fine, grazie a un'indicazione della sopra citata Mia che abita nelle vicinanze, trova Natalie a casa della sua famiglia. Per poter passare del tempo con lei, si offre di accompagnarla alla vicina scuola per la recita della Natività. I due guardano lo spettacolo da dietro le quinte, per cercare di non dare nell'occhio, e al momento cruciale dello spettacolo, quando il grande sipario viene alzato, tutta la platea vede David e Natalie che si scambiano un bacio.
Daniel ha appena perso sua moglie per una malattia, lasciandolo con il figlio undicenne Sam. Daniel deve convivere con questa improvvisa responsabilità, e anche con l'evidente fine della sua vita amorosa. Anche Sam è sottosopra; si è appena innamorato di una sua coetanea, una ragazzina di nome Joanna, che, come Sam crede, non sa nemmeno della sua esistenza. Seguendo i consigli di Daniel, Sam decide di improvvisarsi batterista per fare colpo su Joanna, riuscendo a ottenere un posto nella band che la accompagna nella recita natalizia mentre canta All I Want for Christmas Is You di Mariah Carey. Sfortunatamente Sam non riesce a parlarle, e, aiutato da Daniel, la insegue fino all'aeroporto, dove sta per prendere l'aereo per tornare negli Stati Uniti. Grazie alla ingenua goffaggine del già nominato gioielliere Rufus, e anche al fatto che quasi tutto lo staff dell'aeroporto è impegnato a guardare Billy Mack che suona nudo, Sam riesce ad arrivare fino al check-in per confessare il suo amore a Joanna, che gli darà un tenero bacio sulla guancia. Intanto, prima di partire verso l'aeroporto, Daniel si scontra con la mamma di un amico di Sam, Carol. Tra i due scatta il colpo di fulmine.
Sarah è un'altra delle invitate al matrimonio di Juliet e Peter; la ragazza, che lavora nell'agenzia di Harry, è innamorata di Karl, suo collega, dal primo momento in cui l'ha visto. Harry la implora di dirgli qualcosa, considerando che è Natale e che probabilmente lui sapeva già tutto. Però Sarah ha un fratello affetto da malattie mentali che la chiama al cellulare incessantemente. Sarah si sente responsabile verso lui, e mette qualunque altra cosa in secondo piano per poterlo aiutare e confortare. L'insperata occasione con Karl arriva alla festa natalizia offerta dall'ufficio, che si tiene nella galleria d'arte di Mark, ma quando i due giovani sono a letto, il fratello di Sarah la chiama chiedendole di andare da lui.
Colin Frissell è un giovane fattorino che si crede molto attraente, e prova a sedurre ogni ragazza che incontra per strada, ottenendo sempre dei rifiuti. Un giorno informa il suo amico Tony che andrà in America a cercare l'amore ma soprattutto il sesso, convinto che le ragazze americane lo troveranno irresistibile per il suo accento inglese. Appena arrivato in America, Colin entra in un bar e incontra tre giovani e bellissime amiche che subito impazziscono per il suo accento, e lo invitano a passare la notte con loro. Tempo dopo, Colin torna dal Wisconsin con una quarta amica, Harriet, e una bellissima ragazza, Carla, per il suo incredulo amico Tony.
John (detto Jack) e Judy si incontrano sul set di un film dove posano come controfigure per le scene erotiche. I due, timidi e impacciati, si trovano a mimare atti sessuali, spesso nudi, mentre imbastiscono surreali conversazioni sul traffico o sulle loro precedenti esperienze nel cinema. L'intimità a cui li costringe il set contrasta con la reciproca cautela con cui fanno evolvere il loro rapporto, finché John riesce a trovare il coraggio di chiedere a Judy un appuntamento, che termina con un veloce bacio: è l'inizio di una relazione che li porta al matrimonio.

## Colonna sonora
La colonna sonora originale è stata composta da Craig Armstrong. È entrata nella Top 40 della classifica americana di Billboard 200. Ha ricevuto il disco d'oro in Australia e Messico.
Le canzoni del film sono:
- The Trouble with Love Is di Kelly Clarkson
- Here with Me di Dido
- Smooth di Matchbox 20 feat. Santana
- Sweetest Goodbye/Sunday Morning dei Maroon 5
- Turn Me On di Norah Jones
- Take Me As I Am Wyclef Jean di Sharissa
- Songbird di Eva Cassidy
- Wherever You Will Go dei The Calling
- Jump delle Girls Aloud
- Both Sides Now di Joni Mitchell
- All You Need Is Love di Lynden David Hall
- God Only Knows dei Beach Boys
- I'll See It Through dei Texas
- Too Lost in You delle Sugababes
- White Christmas di Otis Redding
- All I Want for Christmas Is You di Mariah Carey
- All Alone on Christmas di Darlene Love
- Christmas Is All Around di Bill Nighy

## Accoglienza

### Incassi
Il film ha incassato 246 milioni di dollari in tutto il mondo contro un budget di produzione di circa 40-45 milioni. 

### Critica
Sul sito di recensioni professionali Rotten Tomatoes detiene un punteggio del 64 % di recensioni positive su 221 giudizi con un voto medio di 6.40/10. Il consenso della critica lo ha definito "Un racconto zuccheroso troppo pieno di storie. Tuttavia, il cast riesce ad intrattenere".

## Riconoscimenti
- 2004 - Golden Globe
  - Nomination Miglior film commedia o musicale
  - Nomination Migliore sceneggiatura a Richard Curtis
- 2004 - Premio BAFTA
  - Miglior attore non protagonista a Bill Nighy
  - Nomination Miglior film britannico a Duncan Kenworthy, Tim Bevan, Eric Fellner e Richard Curtis
  - Nomination Miglior attrice non protagonista a Emma Thompson
- 2004 - Empire Award
  - Miglior film britannico
  - Miglior attrice britannica a Emma Thompson
  - Miglior debutto a Martine McCutcheon
  - Nomination Miglior debutto a Andrew Lincoln
- 2003 - Satellite Award
  - Nomination Miglior attore non protagonista in un film commedia o musicale a Bill Nighy
  - Nomination Miglior attore non protagonista in un film commedia o musicale a Thomas Brodie-Sangster
  - Nomination Miglior attrice non protagonista in un film commedia o musicale a Emma Thompson
- 2003 - Critics' Choice Movie Award
  - Nomination Miglior cast
- 2004 - European Film Award
  - Nomination Premio del pubblico al miglior regista a Richard Curtis
  - Nomination Premio del Pubblico al miglior attore a Hugh Grant
- 2003 Evening Standard British Film Awards
  - Miglior attrice a Emma Thompson
  - Peter Sellers Award for Comedy a Bill Nighy
- 2004 - Los Angeles Film Critics Association Award
  - Miglior attore non protagonista a Bill Nighy
- 2003 - Phoenix Film Critics Society Awards
  - Nomination Miglior cast
  - Nomination Miglior attrice non protagonista a Emma Thompson
  - Nomination Miglior attore giovane a Thomas Brodie-Sangster
  - Nomination Miglior uso di musica registrata o pubblicata
- 2004 - Golden Trailer Awards
  - Nomination Miglior film romantico
- 2004 - London Critics Circle Film Awards
  - Attore britannico non protagonista dell'anno a Bill Nighy
  - Attrice britannica non protagonista dell'anno a Emma Thompson
  - Nomination Esordiente britannico dell'anno a Richard Curtis
  - Nomination Sceneggiatore britannico dell'anno a Richard Curtis
- 2004 - Young Artist Awards
  - Nomination Miglior attore giovane non protagonista a Thomas Brodie-Sangster

## Sequel
Nel 2017 viene realizzato un cortometraggio sequel del film, presentato in occasione del Red Nose Day e intitolato Red Nose Day Actually, dove torna la maggior parte dei membri del cast del primo film, tra cui: Liam Neeson, Keira Knightley, Hugh Grant, Andrew Lincoln, Thomas Brodie-Sangster, Colin Firth e Rowan Atkinson.